# Вук (хералдика)
Вук као хералдички мотив био је широко коришћен у многим облицима током средњег вијека. Иако се вук обично критички посматра као ловац на стоку, те људождер, он се такође сматра племенитом и храбром животињом која се често појављује на грбовима и амблемима бројних племићких породица. Обично симболизује награду за упорност у дугим опсадама или хајдучкој традицији.

## Историја

### Српска хералдика
Сиви вук увелико је повезан са балканским и српском митологијом и култовима. Тако да вук уопште, има веома важан дио у српској митологији. У словенској, као и старој српској религији и митологији, вук је кориштен као тотем. У српској епској поезији вук је симбол неустрашивости. Вук Караџић, српски филолог и етнограф објаснио је традиционално, апотропејску употребу имена Вук: жена која је узастопно изгубила неколико беба, свог новорођеног сина назвала би Вук, јер се вјеровало да се вјештице, које су „јеле” бебе, боје напасти вукова.
Вук се такође јавља и код неких племићких породица, од којих је најпознатији примјер породице Балшићи, коју су управљали Зетом. Затим мотив вука је присутан и као мотив неких хајдучких харамбаша, сердара и војвода. Те се касније јављају и на мунициоијалној хералдици, примјер грб града Штрпце на Космету, те као држачи грба у више примјераљ српске хералдике.
Сличну митологију, а самим тим и хералдику имају и други словенски народи.

### Британска хералдика
Вукови су се често појављивали у енглеској хералдици, а то налази и на оптужбу и на присталице. Вукова главе, без приказа остатка тијела, посебно су честе у шкотској хералдици.
Рани прикази вукова у хералдици имају тенденцију да буду донекле двосмислени по изгледу и могу се збунити са другим хералдичким створењима као што су рисови и лисице.
Грбови са овим мотивима могу се и данас наћи код породица: Виделоу, де Лоу, Лупус, Волферстон, Волселеи, Ловетт, Лов, Ловел, Луптон и наравно Волве (дословно: Вук).

### Њемачка хералдика
Вукови су такође чести и у њемачкој хералдици. Град Пасау у Баварској за грб има мотив црвеног вука који (бијесни) стоји у раскораку на бијелом штиту. У Саксонији, црни вук који бијесни на жутом штиту налази се на грбу породице вон Волферсдорф. Зелени вук који хвата мртвог лабуда у чељустима на жутом штиту приказан је на грбу и амблему грофова вон Бранденштејн-Цепелин.

### Шпанска хералдика
Вукови се врло често појављују у шпанској хералдици, гдје су често представљени вукови који носе тијела јагњади у устима или преко леђа. Када су у таквој пози, вукови се називају разбојницима.

### Италијанска хералдика
У италијанској хералдици, вук се недвосмислено приписаје причи о Ромулу и Рему и приказују Капитолску вучицу. Миланска значка без датума која се наводно налази у Библиотеци Тривулзијана у Милану приказује јагње које лежи на леђима, а над њим стоји вук.

### Француска хералдика
У француској хералдици, краљевски ловац на вукове имао је за службену ознаку двије вучје главе окренуте фронтално.

### Туркијска хералдика
Многи туркијски народи имају митологију која каже да њихов народ потиче од вука. Чак и неки народи блиски Туркијцима имају слична предања или митологију. Сепаратистички покрети у Чеченији носио је симболе вука. Исламисти су га касније уклонили, а владајући режим под покровитељством Русије га је потпуно забранио.

## Галерија
- Грб Жагубице, 
 Србија
- Грб Кучева, 
 Србија
- Грб Мерошине, 
 Србија
- Грб Штрпца, 
 Србија
- Грб Зворника
 Српска, БиХ
- Грб Хан Пијеска, Српска, БиХ
- Грб породице 
 Балшићи
- Грб Бара, 
 Црна Гора
- Госпић 
 Хрватска
- Лобез 
 Пољска
- Грб Вавкавскога, 
 Бјелорусија
- Вовчанск 
 Украјина
- Летичев 
 Украјина
- Вовковинци 
 Украјина
- Болозив 
 Украјина
- Вовче 
 Украјина
- Грб сепаратиста Чеченије, Русија
- Грб Делерупа, 
 Њемачка
- Грош Илсед
- Клајн Илсед
- Егматинг
- Кумерфелд
- Грб Пасауа
- Пајне
- Ремаген
- Шварценбек
- Санкт Пелтен
- Волкрамсхаузен
- Волфратсхаузен
- Волфсбург
- Ротселберг 
 Њемачка
- Штур 
 Њемачка
- Округ Пригниц 
 Њемачка
- Грб породице 
 Волф фон Гуденберг
- Воленшисен 
 Швајцарска
- Вилфлингер 
 Швајцарска
- Волфсберг 
 Аустрија
- Грб Ставлоа 
 Белгија
- Ла Лувјер 
 Белгија
- Породица Д'Албертас Шпанија
- Симбол Баска, 
 Навара, Шпанија
- Амблем шпанске војне јединице
- Идања а Нова 
 Португалија
- Луберсак 
 Француска
- Лувесен 
 Француска
- Шатноа 
 Француска
- Стари грб 
 Јемтланда, Шведска
- Грб Сипооа, 
 Финска